# Nadleśnictwo Dębica
Nadleśnictwo Dębica – jednostka organizacyjna Lasów Państwowych podległa Regionalnej Dyrekcji Lasów Państwowych w Krakowie. Siedziba Nadleśnictwa znajduje się w Dębicy w powiecie dębickim, w województwie podkarpackim.
Nadleśnictwo obejmuje powiat dębicki i część powiatu ropczycko-sędziszowskiego w województwie podkarpackim oraz część powiatu tarnowskiego w województwie małopolskim.
Nadleśnictwo prowadzi Gospodarstwo Szkółkarskie Brzeźnica.

## Historia
Nadleśnictwo Dębica powstało w 1945 i objęło byłe lasy prywatne znacjonalizowane przez komunistów. Taką samą genezę powstania miało utworzone w tym samym roku Nadleśnictwo Tarnów, które w 1950 zmieniło nazwę na Nadleśnictwo Żdżary.
1 stycznia 1979 nadleśnictwa Dębica i Żdżary zostały połączone.

## Ochrona przyrody
Na terenie nadleśnictwa znajdują się trzy rezerwaty przyrody:
- Kamera
- Słotwina
- Torfy.

Nadleśnictwo obejmuje część parków krajobrazowych:
- Pasma Brzanki
- Czarnorzecko-Strzyżowskiego

## Drzewostany
Typy siedliskowe lasów nadleśnictwa (z ich udziałem procentowym):
- las wyżynny świeży 41%
- bór mieszany świeży >20%
- bór mieszany wilgotny >20%

Gatunki lasotwórcze lasów nadleśnictwa (z ich udziałem procentowym):
- sosna 49%
- buk 29%
- jodła 9%
- dąb 5%
- olsza czarna 3%
- brzoza 2%
- inne 3%